# Zweifarbige Eiche

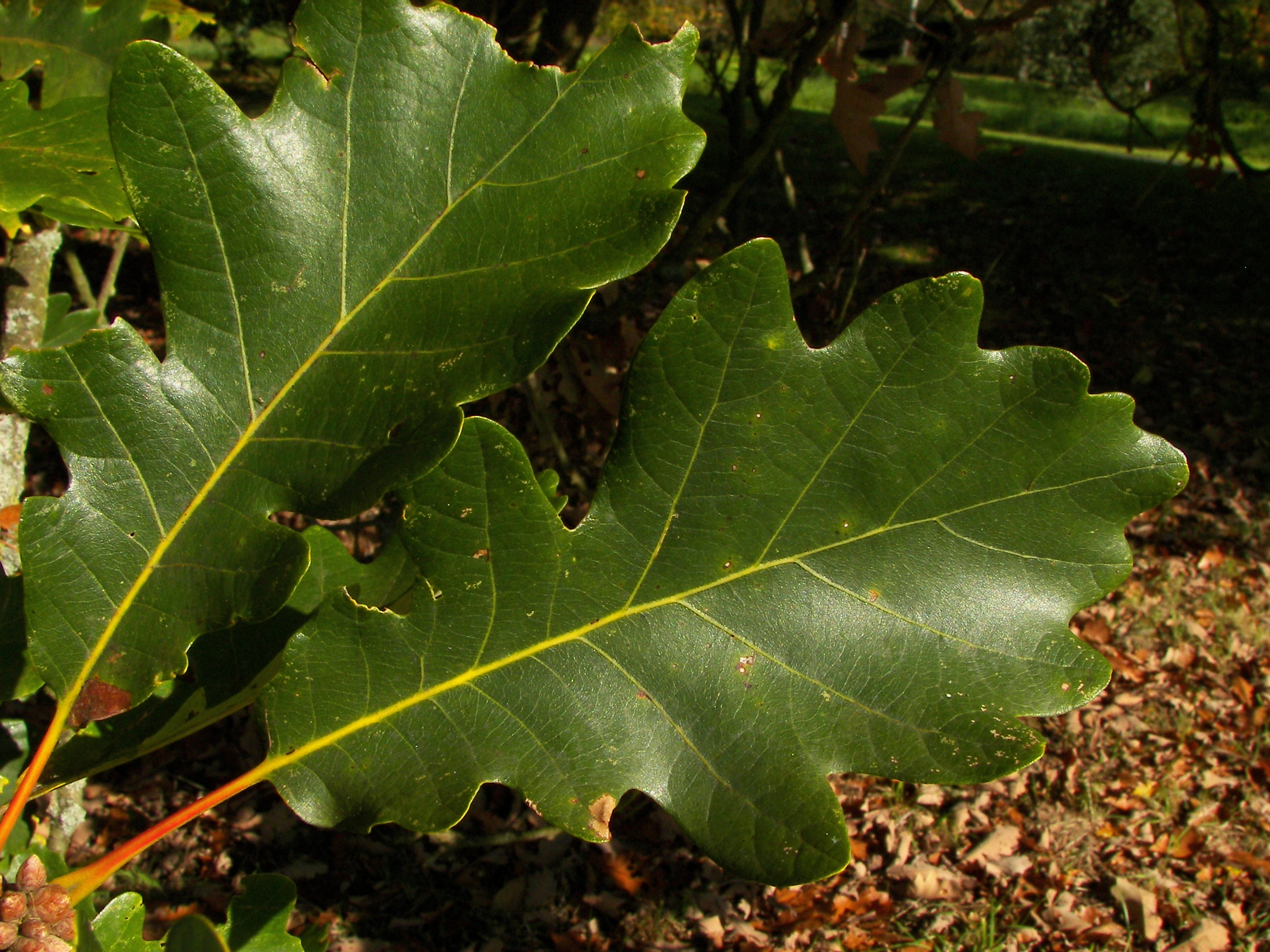
Blätter

Die Zweifarbige Eiche (Quercus bicolor) ist eine Laubbaum-Art aus der Gattung der Eichen (Quercus). Sie erhielt ihren Namen aufgrund der unterschiedlichen Farbgebung der Ober- und Unterseiten ihrer Blätter.

## Verbreitung

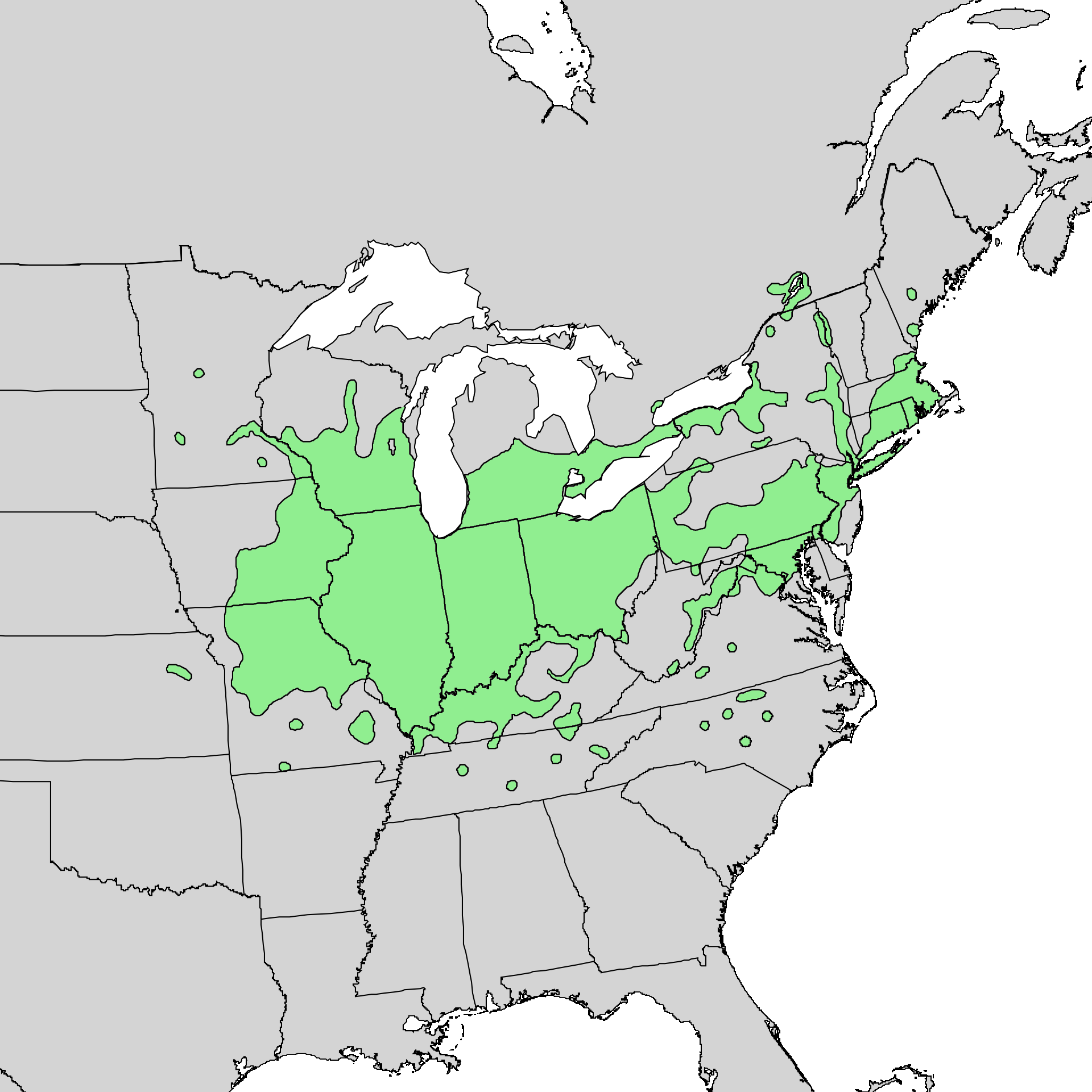
Verbreitungskarte der Zweifarbigen Eiche

Die Zweifarbige Eiche ist in den nordöstlichen USA südlich der Großen Seen heimisch, hinzu kommt ein kleines Gebiet im Süden der kanadischen Provinz Québec die Réserve écologique Marcel-Raymond.
Sie bevorzugt die gleichen Standorte wie die Sumpfeiche (Quercus palustris), also Standorte mit normalen und mäßig trockenen Böden in der Nähe von Flüssen.
Der Baum ist nur bis etwa minus 15 Grad Celsius frostbeständig. Daher erlitten z. B. im Winter des Jahres 1996 bei 22 bis 23 Grad unter Null die Zweifarbigen Eichen im Berggarten von Hannover Frostschäden.

## Beschreibung
Die laubabwerfende Zweifarbige Eiche erreicht als Baum eine Wuchshöhe von 12 bis über 25 Meter. Der Stammdurchmesser erreicht über 1 Meter, selten bis über 1,8 Meter. Die Rinde ist gräulich bis braun-grau und rissig bis furchig oder in Plättchen abblättend. Typisch für diese Baumart sind im Zickzack gewachsene Zweige. Die Zweifarbige Eiche ist sommergrün. 
Die wechselständigen, verkehrt-eiförmigen und kurz gestielten, stumpfen bis spitzen Laubblätter sind auf der Oberseite dunkelgrün, während die Unterseite aufgrund dichter Behaarung silbrigweiß ist. Die Blattränder sind unregelmäßig gelappt bis geteilt oder gebuchtet mit stumpfen bis abgerundeten oder spitzen Lappen. Die eiförmigen Eicheln stehen meist in Paaren; sie sind etwa 2,5 cm lang. Die Zweifarbige Eiche wächst sehr langsam und erreicht nach 65 Jahren erst eine Höhe von nur 21 Metern.